# Valderrobres
Valderrobres (Vall de Roures en catalán) es un municipio español de la provincia de Teruel, corazón y capital administrativa de la comarca del Matarraña, en la comunidad autónoma de Aragón. Por el municipio transcurre el río Matarraña, que otorga el nombre a la comarca entera. Cuenta con una población de 2545 habitantes (INE 2024).

## Geografía
Se encuentra situado en una colina, y a sus pies pasa el río Matarraña. Rodeado de altas montañas y de pinares. Una de estas elevaciones es Peña Aznar o La Caixa, con forma de mesa (1014 m). De entre los elementos que definen el paisaje de Valderrobres, pocos son tan característicos como esta roca con forma de antigua caja de caudales, visible desde casi cualquier punto del territorio.

## Historia
La historia asociada a la localidad es muy antigua. En el término municipal de Valderrobres abundan los yacimientos arqueológicos, que entre otras cosas son testigos de la fuerte presencia íbera en estos territorios. El más destacado de todos es el de torre Gachero, donde aparecieron varias estelas sepulcrales, pertenecientes al siglo I o II antes de Cristo y que se conservan en el museo de Teruel.
La localidad ingresó en la asociación Los Pueblos más Bonitos de España.

### Reconquista (1165-1170)
La reconquista de Valderrobres se produjo entre los años 1165 y 1170, siendo fruto de la colaboración entre el rey Alfonso II de Aragón y diversas órdenes militares. Acabada la reconquista, Alfonso II en su documento de donación al arzobispado de Zaragoza, llama al valle en el que hoy se asienta Valderrobres “Valle de la peña Aznar Lagaya” definiendo con ella todo el territorio. 
En los siglos posteriores,  ha ido acumulando leyendas e historias a su alrededor y ha sido desde refugio de pastores hasta objeto de culto pagano, llegando hasta el presente y siendo el mejor testimonio de las raíces más antiguas de Valderrobres y también de Beceite, municipio vecino, que comparte la mitad de la peña con el municipio valderrobrense.
Poco después, en 1175, estas tierras fueron dadas como feudo al obispado de Zaragoza, quien de inmediato las subenfeudó a Fortún Roberto, otorgándose la carta de población en 1183. 

### Pleito de 1307
Tras la extinción de la línea sucesoria de Fortún Roberto, a la muerte de Pedro López de Oteyza se produjo un litigio entre el obispo de Zaragoza, Jimeno de Luna y el rey Jaime II de Aragón, que se solucionó el 26 de junio de 1307 acordándose que, previo pago de una compensación económica, las tierras de Valderrobres regresarían a la jurisdicción del obispado de Zaragoza, permaneciendo así hasta la disolución del régimen señorial del siglo XIX.
| Arzobispo / Señor feudal  | Relación con Valderrobres |
| ------------------------- | --- |
| Jimeno de Luna            | Enfeudación definitiva en 1307 |
| Pedro López de Luna       | Construcción primera fase de la iglesia y del castillo 1317-1345 |
| Pedro Aznar de Rada       | Construcción primera fase de la iglesia y del castillo 1345-1347 |
| Guillermo Aigrefeuille    | Cruz de plata de la iglesia hacia 1348 |
| García Fernández Heredia  | Construcción de la segunda fase de la iglesia y castillo. Amurallamiento de Valderrobres y construcción del puente de piedra y del hospital. 1383-1411. Pasó largas temporadas en el castillo. |
| Papa Luna                 | Construcción del campanario de la iglesia hacia 1412 |
| Francisco Pérez Clemente  | Construcción de la tercera fase de la iglesia y castillo 1429-1458 |
| Dalmau de Mur             | Paso algunas temporadas en el castillo. |
| Fadrique de Portugal      | Encargó un estudio del estado del castillo en 1532 |
| Hernando de Aragón        | Construcción del retablo y obras del castillo 1539-1565 |
| Andres Santos             | Visita en 1581 |
| Alonso Gregorio           | Visita en 1595 y 1600 |
| Pedro Manrique            | Visita en 1612 |
| Pedro González de Mendoza | Visita en 1618 |
| Juan de Peralta           | Visita en 1624 |
| Pedro Apaolaza            | Visita en 1637 |
| Juan Cebrián              | Celebración del Sínodo Diocesano en Valderrobres en 1655 |
| Diego de Castillo         | Visita en 1682 |
| Antonio Ibáñez de la Riva | Visita en 1689, 1694 y 1699 |
| Manuel Pérez de Araciel   | Visita en 1715 |
| Tomás Crespo Agüero       | Visita en 1728 |
| Francisco Añoa Busto      | Visita en 1746 |
| Bernardo Velarde          | Visita en 1780 |
| Agustín de Lezo Palomeque | Visita en 1788 |
| Joaquín Company           | Visita en 1799 |
| Ramón José de Arce        | Último señor feudal de Valderrobres |

### Cortes de 1429
Entre los meses de octubre y diciembre del año 1429 Valderrobres albergó sesiones de Cortes del Reino de Aragón, presididas por Alfonso V. La cita fue excepcional, ya que estos actos solían celebrarse en villas de realengo, pero la necesidad de buscar un lugar cercano a las fronteras con Cataluña y Valencia, donde también se celebraban reuniones similares, posibilitó este importante evento. La mayoría de las reuniones tuvieron lugar en el interior de la iglesia (por su amplitud), pero las reuniones de los estamentos sociales se celebraron en el castillo y en la casa de Gabriel Fuster.

### Sublevación de Cataluña (1640)
Hacia la mitad del siglo XVI Valderrobres vivió uno de los momentos más duros de su historia, ya que debido a la Sublevación de Cataluña en 1640 (apoyada por Francia) se convirtió en zona de frontera, donde se refugiaron catalanes que huyeron del conflicto, pero donde se asentaron las tropas reales, lo que propició los ataques de los ejércitos franco-catalanes, que llegaron hasta Fuentespalda. La guerra a su vez provocó grandes pérdidas económicas (por confiscación de bienes) y fuertes epidemias (con la última gran epidemia de peste bubónica).

### Sínodo diocesano en 1656
Entre los meses de marzo y abril de 1656, Valderrobres albergó el Sínodo Diocesano de arzobispo de Zaragoza que fue un encuentro presidido por el arzobispo Fray Juan Cebrián y al que asistieron todos los altos cargos del arzobispado y de la Seo de Zaragoza, además de los cabildos de las colegiatas y muchísimos clérigos. Las reuniones se celebraron en el interior de la iglesia, mientras que los asistentes más importantes se hospedaron en el castillo y el resto en el palau, el hospital y otras viviendas particulares. Las sesiones sirvieron para aprobar entre otras cosas las constituciones sinodales.

### Guerras carlistas
Valderrobres y la comarca del Matarraña vivieron con mucha intensidad el conflicto carlista, tanto por la fragmentación social que había como por la intervención de tropas ajenas al territorio, especialmente durante la primera guerra carlista (1833-1840). El pueblo cambió varias veces de manos y los muertos se multiplicaron. La presencia de los mandos militares fue habitual, siendo aquí, donde el general Ramón Cabrera se enteró de la ejecución de su madre, juró venganza y ordenó una represalia ejemplar, que finalmente quedó rebajada al fusilamiento de tres mujeres en el huerto del Martinete.

### Revolución anarquista en 1933
El anarquismo arraigó con mucha fuerza en Valderrobres y la comarca del Matarraña. Tanto es así que el 8 de diciembre de 1933, tras conocerse los resultados electorales de noviembre confluyeron en la localidad cientos de anarquistas de toda la zona, que neutralizaron a las autoridades, quemaron los archivos, proclamaron la revolución y colocaron la bandera roja y negra en la casa consistorial, tras lo cual intentaron asaltar e incendiar el cuartel de la Guardia Civil. Los incidentes finalizaron con la llegada del regimiento Almansa y la detención de los miembros del Comité Comarcal.

## Demografía
Valderrobres cuenta con una población de 2545 habitantes (INE 2024).
| Gráfica de evolución demográfica de Valderrobres entre 1842 y 2021                                                  |
| |
| Población de derecho según los censos de población del INE Población de hecho según los censos de población del INE |

## Administración y política
| Período   | Alcalde                | Partido | Partido |
| --------- | ---------------------- | ------- | ------- |
| 1979-1983 | Avelino Segurana Giner | Ind.    |         |
| 1983-1987 | José María Foz         | PSOE    |         |
| 1987-1991 | Luis Gascón            | PP      |         |
| 1991-1995 | Luis Gascón            | PP      |         |
| 1995-1999 | Javier Lacuesta        | PP      |         |
| 1999-2003 | Julián Godes           | PAR     |         |
| 2003-2007 | Julián Godes           | PAR     |         |
| 2007-2011 | Carlos Luis Boné Amela | PP      |         |
| 2011-2015 | Carlos Luis Boné Amela | PP      |         |
| 2015-2019 | Carlos Luis Boné Amela | PP      |         |
| 2019-2023 | Carlos Luis Boné Amela | PP      |         |

| Partido político    | Partido político                                   | 2003   | 2007   | 2011   | 2015   | 2019   |
| Partido político    | Partido político                                   | Ediles | Ediles | Ediles | Ediles | Ediles |
|                     | Partido Popular de Aragón (PP)                     | 3      | 6      | 7      | 6      | 8      |
|                     | Chunta Aragonesista (CHA)                          | 0      | 1      | 1      | 3      | 1      |
|                     | Partido Aragonés (PAR)                             | 4      | 2      | 2      | 1      | 0      |
|                     | Partido de los Socialistas de Aragón (PSOE-Aragón) | 2      | 2      | 1      | 1      | 2      |
|                     | Izquierda Unida (IU)                               | —      | 0      | —      | —      | —      |
| Total de concejales | Total de concejales                                | 9      | 11     | 11     | 11     | 11     |

## Cultura

### Patrimonio

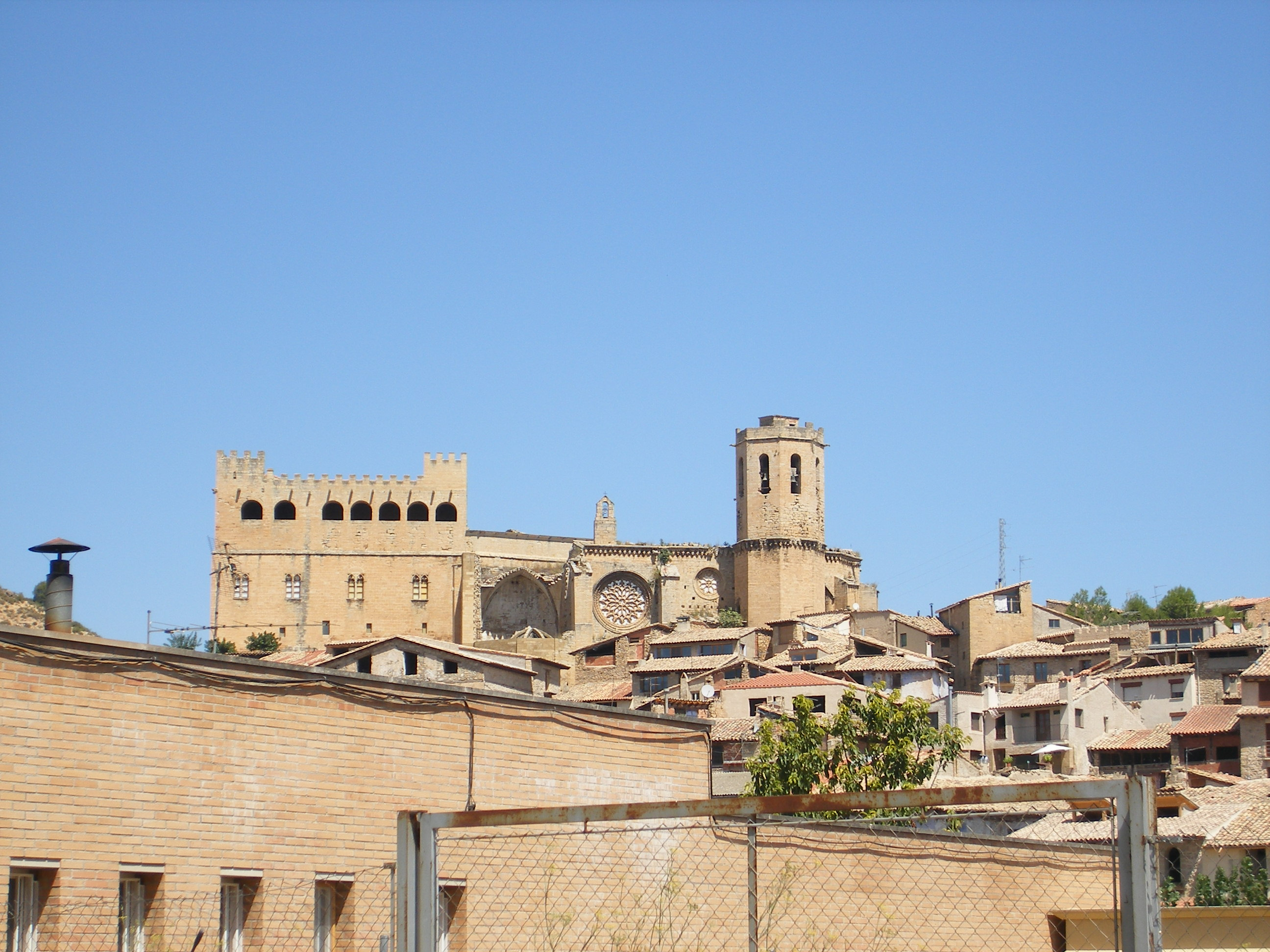
Castillo-palacio e iglesia de Santa María la Mayor

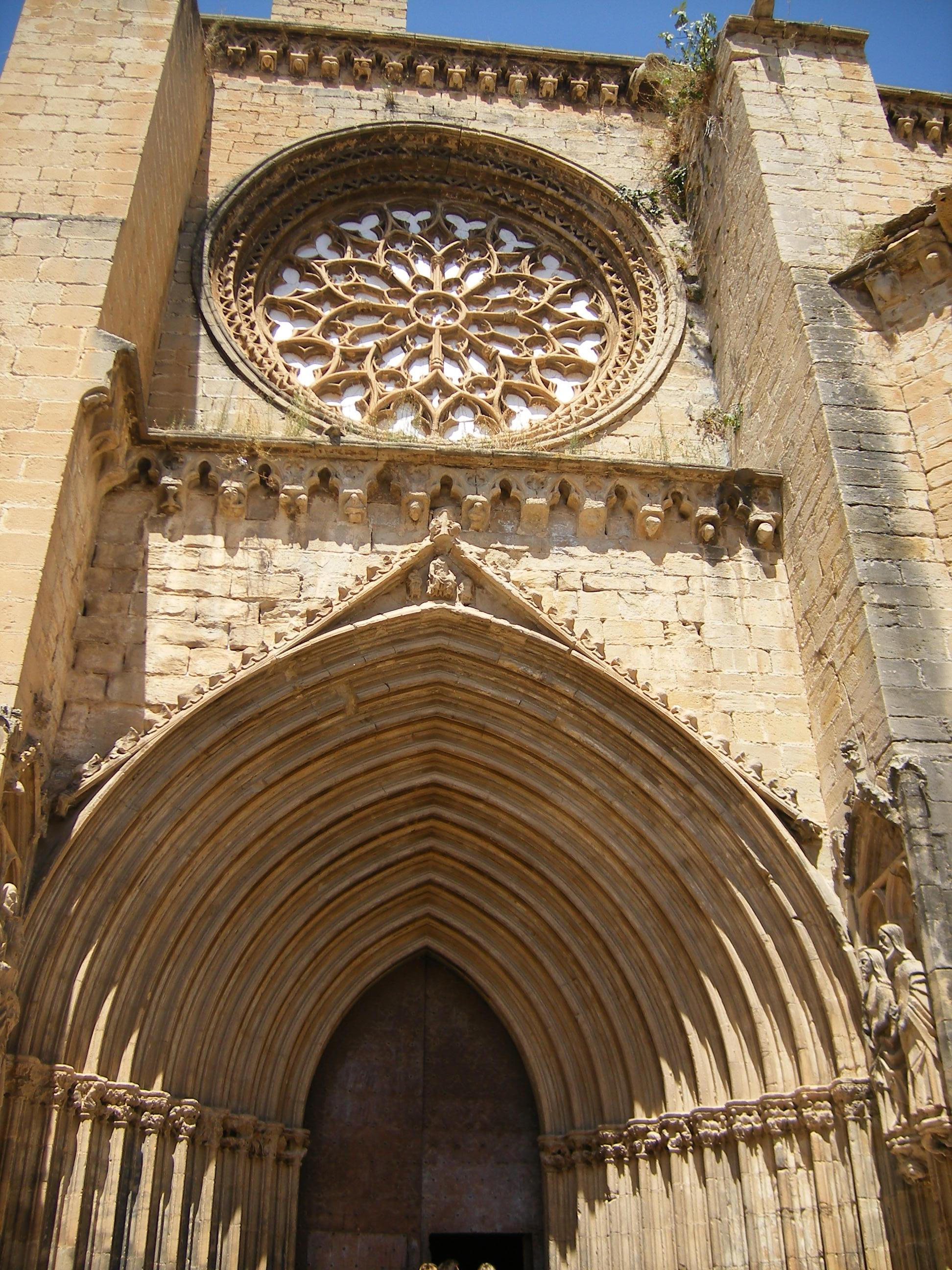
Rosetón de la iglesia de Santa María la Mayor

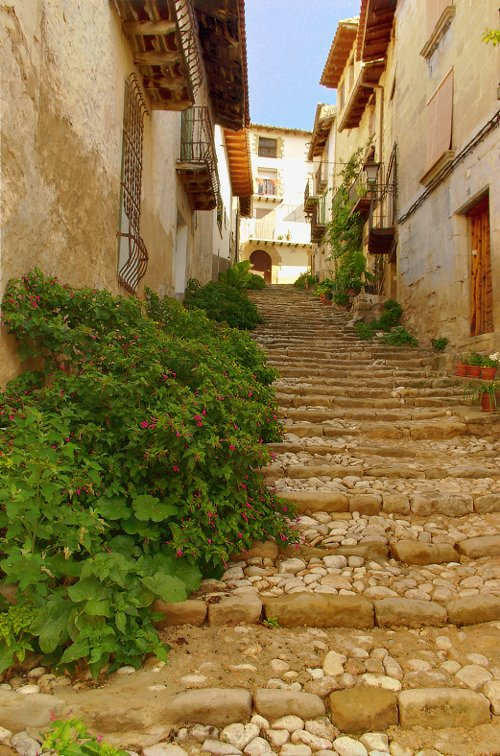
Escalera en el casco antiguo

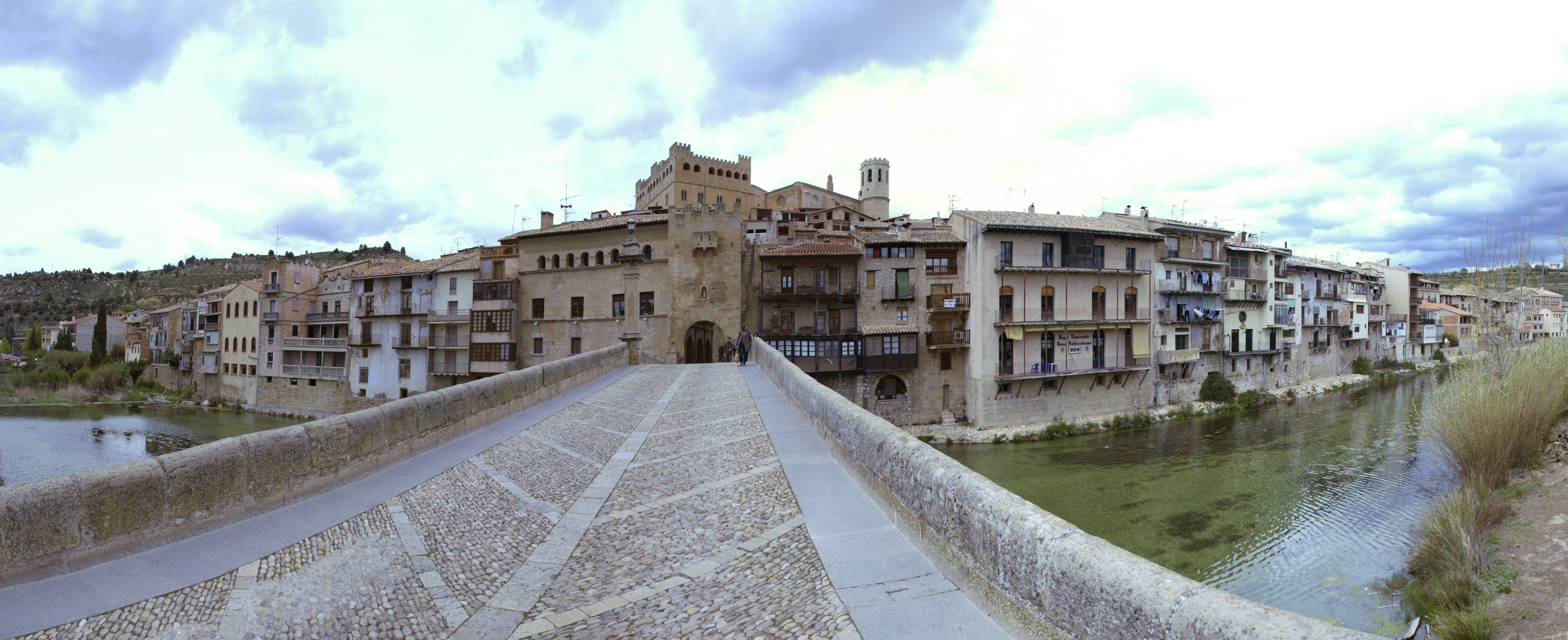
Panorámica de Valderrobres desde el puente sobre el río Matarraña, con vista al portal de San Roque. Al fondo, la iglesia de Santa María la Mayor y el castillo

Se entra al casco antiguo por un puente gótico sobre el Matarraña, pasando por el portal de San Roque, pieza fundamental de su arquitectura e imagen. La construcción del puente parece estar asociada a la de sus murallas, así que podríamos fechar el inicio de las obras para construir el mismo en torno a 1390, con la petición que el arzobispo García Fernández de Heredia hace ante Juan I para construir dichas fortificaciones. Mucho más difícil sería afirmar con seguridad la fecha de su conclusión, seguramente a principios del siglo XV y estando Valderrobres bajo la prelatura de Dalmao de Mur responsable también de las plantas más altas de nuestro castillo. Se trata de un puente completamente medieval, de cuatro agujeros, extremadamente sólido y provisto de tajamares en forma de cuña pensados para protegerlo de fuertes riadas y evitar la acumulación de troncos. En el siglo XVI se asienta sobre su último tramo el ayuntamiento, modificando por tanto el aspecto del puente en su tramo final al conectar con la plaza. El puente atraviesa la antigua puerta principal de acceso al recinto amurallado. A finales del siglo XVI este portal fue consagrado a San Roque, patrón de la población, quedando hoy en día como uno de los portales mejor conservados de todo el conjunto. 

#### Casa de los Moles
De finales del gótico, con la clásica logia aragonesa (galería exterior, techada y cubierta por delante) en la parte alta.

#### Casa consistorial
Se trata de un edificio inspirado en el ayuntamiento de Alcañiz, aunque aquí se añadiría una lonja con fines comerciales además de los administrativos y judiciales que ya poseía de por sí el edificio. Se construye bajo las órdenes del maestro Antonio de Champanach dentro del estilo manierista y se termina en 1599, fecha que aparece esculpida en piedra en el escudo de la fachada.

#### Palacio
Pese a ser uno de los edificios más antiguos de Valderrobres, esta imponente construcción situada a los pies del castillo es también uno de los que más ha sido transformado por el paso del tiempo. Los primeros documentos que lo mencionan datan del siglo XVI, pero es muy posible que estuviera en pie desde principios del siglo XV. 
Su función original era la de servir como sede para la recaudación de impuestos y era, al igual que el castillo, propiedad del arzobispo de Zaragoza. Esta relación con el castillo dio lugar a ciertas peculiaridades en su construcción, como el hecho de estar la planta baja adosada a la montaña y tener un túnel de comunicación, posiblemente secreto, para llegar hasta el mismo.
En el mismo edificio que el “palau” aunque probablemente diferenciados, se encontraba el antiguo hospital. Una suerte de albergue para pobres propiedad de la iglesia que estuvo funcionando en estas dependencias desde el siglo XVI hasta el XIX, cuando por causa de la desamortización pasa a manos del ayuntamiento perdiendo progresivamente dicha función. Con el paso del tiempo y ya entrado el siglo XX, la función del edificio sería la de albergar las escuelas municipales, lo que se mantendría durante varias décadas, quedando después como almacén municipal. Hoy en día lo que fue el edificio de “el palau” es en buena parte propiedad privada, quedando la parte de propiedad municipal a la espera de albergar proyectos de interés comunitario.

#### Castillo-Palacio
Destaca en Valderrobres la figura del castillo que lo corona, y cuya imagen se ha convertido en el rasgo más reconocible de cuantos lo definen. En 1931 fue declarado monumento nacional.

#### Santa María la Mayor
Inseparablemente unida a la figura del castillo-palacio, la iglesia de Valderrobres, levantada en honor a Santa María la Mayor es uno de los ejemplos de gótico levantino de la provincia de Teruel.

### Idioma
Al igual que en otras localidades de la Franja oriental de Aragón, la lengua de uso común entre los naturales del pueblo es un dialecto del catalán.[cita requerida]

## Personas notables
- Miguel Selma Insa, músico del barroco español.
- Elvira de Hidalgo, soprano y maestra de canto.

## Festividades locales
Entre las festividades celebradas destaca San Antón, en honor a su patrón, el 17 de enero. El 17 de enero a las 00.00 para celebrar la festividad, se enciende una gran hoguera en la que arde el árbol de Navidad que se exponía en el pueblo. Esta fiesta es importante porque se rinde culto a los animales al bendecirlos pero también a las personas, ya que es un día para que familiares y amigos se junten y disfruten juntos de la festividad. El día está reconocido como fiesta local. Otras fiestas importantes son las fiestas de agosto.